# Prix du livre jeunesse des bibliothèques de Montréal
Pour un article plus général, voir Bibliothèques de Montréal.

Logo

Le prix du livre jeunesse des bibliothèques de Montréal (nommé à l'origine prix de littérature jeunesse du Réseau des bibliothèques publiques de Montréal) est un prix littéraire québécois qui a été créé à l'occasion de la désignation de Montréal comme capitale mondiale du livre d'avril 2005 à avril 2006. La première remise de prix a eu lieu le 20 novembre 2005 dans le cadre du Salon du livre de Montréal.
Il souligne les qualités d'écriture, l'originalité et le rayonnement d'une œuvre de littérature jeunesse dont l'auteur ou la maison d'édition est domicilié à Montréal.

## Lauréats
- 2005 - Christiane Duchesne
- 2006 - Philippe Béha, Pas si bête, Éditions Hurtubise
- 2007 - Élaine Turgeon, Ma vie ne sait pas nager, éd. Québec Amérique
- 2008 - Danielle Simard et Geneviève Côté, La Petite Rapporteuse de mots, éd Les 400 coups
- 2009 - Charlotte Gingras et Daniel Sylvestre, Ophélie, éd. La Courte Échelle
- 2010 - Hervé Bouchard et Janice Nadeau  Harvey, comment je suis devenu invisible, éd. La Pastèque
- 2011 - Andrée Poulin, Miss Pissenlit, éd. Québec Amérique
- 2012 - Biz, La Chute de Sparte, Éditions Leméac
- 2013 - Fanny Britt et Isabelle Arsenault, Jane, le renard et moi, éd. La Pastèque
- 2014 - Linda Amyot, Le Jardin d'Amsterdam, Éditions Léméac
- 2015 - Julie Pearson et Manon Gauthier, Elliot, éd Les 400 coups
  - Finalistes : Le Grand Antonio (La Pastèque) d’Élise Gravel, Eux (Leméac) de Patrick Isabelle, Pablo trouve un trésor (Les 400 coups) d’Andrée Poulin et Isabelle Malenfant, L'autobus (Comme des géants) de Marianne Dubuc
- 2016 - Jacques Goldstyn, L'Arbragan, éd. La Pastèque
  - Finalistes : Les garçons courent plus vite (La courte échelle) de Simon Boulerice, FéMFé (Québec Amérique) d’Amélie Dumoulin, Camille (Leméac) de Patrick Isabelle, Ma plus belle victoire (Québec Amérique) de Gilles Tibo et Geneviève Després.
- 2017 - Jacques Goldstyn, Azadah, éd. La Pastèque[4]
  - Finalistes : Chroniques post-apocalyptiques d’une enfant sage (Bayard Canada) de Annie Bacon, Louis parmi les spectres (La Pastèque) de Fanny Britt et Isabelle Arsenault, Une cachette pour les bobettes (Druide) d'Andrée Poulin et Boum, Le boulevard (Leméac) de Jean-François Sénéchal.
- 2018 - Marianne Dubuc, Le chemin de la montagne, Éditions Comme des géants[5].
  - Finalistes : L'abri, de Céline Claire, auteure, et Qin Leng, illustratrice; Pourquoi les filles ont mal au ventre? de Lucile de Pesloϋan, auteure, et de Geneviève Darling, illustratrice; Une histoire de cancer qui finit bien, d'India Desjardins, auteure, et de Marianne Ferrer, illustratrice; et Gilles, de l'auteur Mathieu Lavoie.

- 2019 - Lucile de Pesloϋan et Geneviève Darling, J’ai mal et pourtant, ça ne se voit pas…, éd. de L’Isatis[6].
  - Finalistes : Anatole qui ne séchait jamais (Fonfon) de Stéphanie Boulay et Agathe Bray-Bourret, Bagages : mon histoire, poèmes de jeunes immigrants illustrés par Rogé (De La Bagnole) de Rogé, Jules et Jim: frères d’armes (Bayard Canada) de Jacques Goldstyn, Maman veut partir (Leméac) de Jonathan Bécotte.

- 2020 - Myriam Daguzan Bernier et Cécile Gariépy, Tout nu! Le dictionnaire bienveillant de la sexualité, éd. Cardinal[7].
  - Finalistes : Chimie 501 (Parc en face) de Josée De Angelis, Les fables extravagantes de Conrad le corbeau (Les 400 coups) de Pierrette Dubé et Audrey Malo, Kid (Québec Amérique) de Amélie Dumoulin et Émilie Leduc, Simone sous les ronces (Fonfon) de Maude Nepveu-Villeneuve et Sandra Dumais[8].
- 2021 - Obom, Le petit livre pour les géants, éd. Comme des Géants[9].
  - Finalistes : Colle-moi (La courte échelle) de Véronique Grenier, Comme un ouragan (Héritage jeunesse) de Jonathan Bécotte, Le grand méchant loup dans ma maison (Les 400 coups), de Valérie Fontaine et Nathalie Dion, Mon chien-banane (Les 400 coups), de Roxane Brouillard et Giulia Sagramola[9].
- 2022 - Orbie, La fin des poux?, éd. Les  400 coups[9].
  - Finalistes : À qui appartiennent les nuages? (La Pastèque) de Mario Brassard et Gérard DuBois, Léonore (Leméac) de Linda Amyot, Papier bulle (XYZ), de Simon Boulerice et Ève Patenaude, Truffe (La Pastèque), de Fanny Britt et Isabelle Arsenault[9]
- 2023 - François Blais, Le garçon aux pieds à l'envers, Fidès
  - Finalistes: Cancer ascendant autruche, de Julie Champagne, (La courte échelle), Jusqu’à ce que ça fasse bang, d’Alexandra Larochelle, (De La Bagnole), La voix de la nature, de Gabrielle Boulianne Tremblay, (Héritage jeunesse), Orbie, dessine-moi un billibouton, de Frédérick Wolfe (texte) et Orbie (ill.), (Fonfon)
- 2024  - Roxane Brouillard et Cathon, Le dessin trop mignon, Fonfon
  - Finalistes: Le manoir Hillcrest, de Sandra Dussault (texte) et Martin Côté (illustrations), (La courte échelle), Nutshimit: un bain de forêt de Mélissa Mollen Dupuis (texte) et Élise Gravel (illustrations) (Scholastic), Je t'écris de mon lit, de Maude Nepveu-Villeneuve (texte) et Agathe Bray-Bourret (illustrations) (Les 400 coups), Le tiroir des bas tout seuls de Orbie (texte et illustrations) (Les 400 coups)